# Juana Castro Muñoz
Juana Castro (Villanueva de Córdoba, 1945) es una poeta española. Ha obtenido, entre otros, los premios Juan Alcaide 1983 por Paranoia en otoño, Juan Ramón Jiménez 1989 por Arte de cetrería, Bahía 1991 por Regreso a Géminis (posteriormente Fisterra), Carmen Conde 1994 por No temerás, San Juan de la Cruz 2000 por El extranjero, Jaén 2005 por Los cuerpos oscuros, el Premio Nacional de la Crítica 2010 por Heredad seguido de Cartas de enero, Fundación José Manuel Lara, Sevilla 2010, el Premio Nacional Imagen de la Mujer en los Medios de Comunicación, Instituto de la Mujer (Ministerio de Cultura) en 1984 y ha sido distinguida en el año 2007 con la Medalla de Andalucía.

## Biografía
Juana Castro, nacida en Villanueva de Córdoba, comarca Los Pedroches, un 20 de febrero de 1945. Vive en Córdoba. Es autora de una quincena de títulos de poesía, un libro de artículos y co-traductora de una antología de poesía italiana. Es miembro correspondiente de la Real Academia de Córdoba de Ciencias, Bellas Letras y Nobles Artes. Casada con el narrador Pedro Tébar, ha sido madre 4 veces y tiene 3 hijos, 2 chicas y 1 chico. Ha colaborado en diversos medios como articulista y crítica literaria y en los diarios La Voz de Córdoba, Córdoba y El Día.	
Algunos de sus poemas se han traducido al portugués, checo, polaco, catalán, chino y francés. El libro Narcisia se ha traducido al inglés. En 1995 se presentó una tesis doctoral sobre su obra bajo el título Trayectoria poética de Juana Castro (1978-1992), realizada por Encarna Garzón García, catedrática de Literatura, de la que se ha editado la tercera parte, titulada Temática y pensamiento en la poesía de Juana Castro, Córdoba 1996. 
Desde los años 70 ha participado activamente en empresas culturales y dedicadas a temas de mujer. Fue Coordinadora Provincial de Coeducación (Consejería de Educación, provincia de Córdoba) de 1991 a 1996.
Unos versos suyos se encuentran en un azulejo situado en el Patio de la Cancela del Palacio de Viana de Córdoba. En Málaga, Lucena y Villanueva de Córdoba existen sendas calles rotuladas con su nombre.

## Premio de Poesía Juana Castro
En el año 2014 se instituye el Premio de Poesía Juana Castro con el fin de reconocer la trayectoria de la autora, tanto como poeta como defensora de los valores humanos que siempre la han caracterizado, especialmente en su trabajo incansable por la igualdad y como embajadora de Villanueva de Córdoba. El premio está dotado con 3.000€ y la entrega de un galardón conmemorativo, así como la publicación del poemario en la Editorial Renacimiento.
| Año  | Autor                   | Título                             |
| ---- | ----------------------- | ---------------------------------- |
| 2014 | Matilde Cabello         | Juego desigual                     |
| 2015 | Nieves Muriel           | Carta a la sirena                  |
| 2016 | Ana Castro              | El cuadro del dolor                |
| 2017 | María Álvarez Rosario   | Mapa de la memoria                 |
| 2018 | Ángel Mendoza           | Mal de tiempo                      |
| 2019 | Federico Gallego Ripoll | Las travesías                      |
| 2020 | Gracia Morales          | Apuntes para un diccionario        |
| 2021 | Gregorio Dávila de Tena | Un hombre que no conoce Nueva York |
| 2022 | Ana Vega Burgos         | Olvido de la luz                   |
| 2023 | Ramón Bascuñana         | La trama de los días               |
| 2024 | Manuel García Pérez     | Vida y época de la ausente Eileen  |

## Distinciones
- Medalla de Andalucía 2007.

- Premio Nacional de la Crítica 2010 por Heredad seguido de Cartas de enero, Fundación José Manuel Lara, Sevilla 2010.

- Premio Nacional Imagen de la Mujer en los Medios de Comunicación, Instituto de la Mujer, Ministerio de Cultura, Madrid 1984.

- Meridiana, Instituto Andaluz de la Mujer 1998.

- Carmen de Burgos 1996, Universidad de Málaga.

- Juan Alcaide 1983 por Paranoia en otoño.

- Juan Ramón Jiménez 1989 por Arte de cetrería.

- Bahía 1991 por Regreso a Géminis (posteriormente Fisterra).

- Carmen Conde 1994 por No temerás.

- Accésit de Esquío 2000 por Del color de los ríos.

- San Juan de la Cruz 2000 por El extranjero.

- Jaén 2005 por Los cuerpos oscuros.

- Solienses 2006 por Los cuerpos oscuros.

- Jaramur 2010, Asociación de Mujeres Nuevo Amanecer de Villanueva de Córdoba.

- Andalucía de Poesía La Posada de Ahlam 2006, Ayuntamiento de Fondón (Almería).

- En Lucena, Málaga y Villanueva de Córdoba, su pueblo natal, hay sendas calles rotuladas con su nombre.

- En el Patio de la Cancela del Palacio de Viana, en Córdoba, hay un azulejo donde pueden leerse unos versos suyos:

La vida es este patio.
La vida es este trago
de dualidad y silencio, la sospecha
de haber llegado tarde o quizá demasiado
temprano hasta la reja.
- Ha leído presentaciones y escrito reseñas sobre autores como María Victoria Atencia, Pablo García Baena, Julia Uceda, Mario López, Vicente Núñez, Concha Lagos, Elena Martín Vivaldi, Cristina Peri Rossi, Lidia Falcón, Concha García, Clara Janés, Amparo Amorós, Carlos Castilla del Pino, Soledad Puértolas, Dionisia García, Rosa Regás, Alejandro López Andrada, Elsa López, Ana Rossetti, Chus Pato, Juan Cobos Wilkins, Pureza Andrada, Elsa López, Ana Rossetti, Chus Pato, Juan Cobos Wilkins, Pureza Canelo, María Antonia Ortega, Amalia Iglesias, Rosa Romojaro, Chantal Maillard, Ángeles Mora... Y sobre algunos artistas plásticos como Miguel del Moral, Ginés Liébana, Pepe Bornoy o Aurelio Teno.

- Ha participado en ciclos y congresos con ponencias y recitales por pueblos y ciudades de la geografía española, y en EE. UU., México, Miami, Puerto Rico, Cuba, Argentina, Italia y Chequia.

- Su poesía se ha traducido parcialmente al catalán, francés, polaco, árabe, checo, neerlandés, chino, y más extensamente al italiano.

- Narcisia ha sido traducido al inglés, con introducción y traducción de Ana Valverde Osan, Nueva Orleans, Luisiana; Ed. University of New Orleans Press, 2012.